# Tímea Szabó
Dans le nom hongrois Szabó Tímea, le nom de famille précède le prénom, mais cet article utilise l’ordre habituel en français Tímea Szabó, où le prénom précède le nom.
Tímea Szabó, née le 18 janvier 1976 à Budapest, est une personnalité politique hongroise, co-présidente du Parti du dialogue pour la Hongrie (PM) et députée non-inscrite à l'Assemblée hongroise. 